# Noémie Schmidt
Noémie Schmidt (Sião, 18 de novembro de 1990) é uma atriz suíça. Ela é mais conhecida pelos seus papéis de Constance Piponnier no filme L'Étudiante et Monsieur Henri e como Henriqueta de Inglaterra na série de televisão do Canal+, Versailles.

## Filmografia

### Filmes
| Ano  | Título                                                    | Papel                 | Nota               |
| ---- | --------------------------------------------------------- | --------------------- | ------------------ |
| 2012 | Comme si de rien n'était                                  | Charlotte             |                    |
| 2012 | Coda                                                      | Garota                | Curta-metragem     |
| 2013 | Dolça                                                     | Dolça                 | Curta-metragem     |
| 2014 | Le premier été                                            | Angélique adolescente | Filme de televisão |
| 2014 | Locanda                                                   | Lily                  | Curta-metragem     |
| 2014 | Toi que j'aimais tant                                     | Pauline               | Filme de televisão |
| 2014 | Julia                                                     | Elise                 | Curta-metragem     |
| 2014 | La Fille sûre                                             | Charlotte             |                    |
| 2015 | L'Étudiante et Monsieur Henri                             | Constance Piponnier   |                    |
| 2016 | Radin!                                                    | Laura                 |                    |
| 2016 | Les Incapables                                            | Constance             | Curta-metragem     |
| 2016 | For This Is My Body                                       |                       |                    |
| 2017 | La llum d'Elna                                            | Elisabeth Eidenbenz   | Filme de televisão |
|      | Wolkenbruchs wunderliche Reise in die Arme einer Schickse | Laura                 |                    |
| 2019 | Persona non grata                                         |                       | Pré-produção       |

## Televisão
| Ano       | Título     | Papel                    | Nota         |
| --------- | ---------- | ------------------------ | ------------ |
| 2015-2017 | Versailles | Henriqueta de Inglaterra | 12 episódios |